# Gotan Project
Gotan Project is een muziekband uit Parijs. De band bestaat uit de musici Philippe Cohen Solal (Frankrijk), Eduardo Makaroff (Argentinië) en Christoph H. Müller (Zwitserland). De muziek van Gotan Project is het bekendste voorbeeld van Nuevo tango. Nuevo tango voegt invloeden van de jazz, reggae, jive en salsa toe aan de Argentijnse tango.
De muziek van Gotan Project wordt in Nederland onder andere in tv-programma's en tv-reclames gebruikt.

## Discografie

### Albums
| Album met eventuele hitnotering(en) in de Nederlandse Album Top 100 | Datum van verschijnen | Datum van binnenkomst | Hoogste positie | Aantal weken | Opmerkingen |
| ------------------------------------------------------------------- | --------------------- | --------------------- | --------------- | ------------ | ----------- |
| La revancha del tango                                               | 2001                  | 31-05-2003            | 82              | 2            |             |
| Inspiración espiración - DJ mix                                     | 21-09-2004            | -                     |                 |              |             |
| Lunático                                                            | 10-04-2006            | 15-04-2006            | 40              | 27           |             |
| El norte                                                            | 2006                  | -                     |                 |              |             |
| Lunático (Limited Edition)                                          | 2006                  | -                     |                 |              |             |
| Live                                                                | 10-11-2008            | -                     |                 |              | Livealbum   |
| Tango 3.0                                                           | 19-04-2010            | 24-04-2010            | 40              | 7            |             |

| Album met hitnotering(en) in de Vlaamse Ultratop 200 albums | Datum van verschijnen | Datum van binnenkomst | Hoogste positie | Aantal weken | Opmerkingen   |
| ----------------------------------------------------------- | --------------------- | --------------------- | --------------- | ------------ | ------------- |
| La revancha del tango                                       | 2001                  | 13-09-2003            | 43              | 3            |               |
| Inspiración espiración - DJ mix                             | 2004                  | 02-10-2004            | 24              | 9            |               |
| Lunático                                                    | 2006                  | 22-04-2006            | 3               | 31           |               |
| Live                                                        | 2008                  | 29-11-2008            | 77              | 2            | Livealbum     |
| Tango 3.0                                                   | 2010                  | 01-05-2010            | 3               | 19           |               |
| Best of                                                     | 07-11-2011            | 19-11-2011            | 53              | 2            | Verzamelalbum |

### Singles
| Single met hitnotering(en) in de Vlaamse Ultratop 50 | Datum van verschijnen | Datum van binnenkomst | Hoogste positie | Aantal weken | Opmerkingen |
| ---------------------------------------------------- | --------------------- | --------------------- | --------------- | ------------ | ----------- |
| Diferente                                            | 2006                  | 29-04-2006            | tip10           | -            |             |

## Videografie
- 2005 La Revancha del Tango Live